# Abd al-Rahman Khan
Abd al-Rahman Khan (1844-1901) fou emir de l'Afganistan, fill d'Afdal Khan (el fill gran de Dost Muhammad Khan, fundador de la dinastia Barakzay.
El 1853 era al Turquestan Afganès on el seu pare era governador de Balkh i va participar en les operacions que van portar a establir la sobirania afganesa sobre Kataghan, Badakhshan i Derwaz. Quan va morir Dost Muhammad (1863) va deixar el tron al seu fill Shir Ali Khan, excloent als dos germans grans d'aquest, Afdal Khan i Azam Khan, el que va portar a una guerra civil que va durar cinc anys.
Afdal Khan va obtenir alguns èxits inicials però finalment fou derrotat i empresonat. Abd al-Rahman va fugir a Bukharà.
El 1866 aprofitant que Shir Ali era a Kandahar es va apoderar de Kabul mercès a la traïció del general Rafik Khan, que es va girar contra Shir Ali. Afdal Khan fou alliberat i proclamat emir. Shir Ali fou derrotat a Kilat-i Ghilzay el 1867 i va perdre Kandahar. Poc després va morir Afdal i Abd al-Rahman (que tenia ambicions al tron) va sostenir les reclamacions del seu oncle Azam Khan, però les forces d'aquest i d'Abd al-Rahman associades, foren derrotades per Shir Ali (i els seus fill Yakub Khan i Zana Khan) prop de Gazni.
Shir Ali va recuperar el poder, i Abd al-Rahman va haver de fugir primer a Waziristan i després a Pèrsia. Allí va anar a Mashad i va creuar el desert de Karakum en direcció de Khivà i Samarcanda. Va arribar a Taixkent on fou rebut pel governador rus del Turquestan, general Kaufmann, al que va demanar ajut, però li fou refusat, tot i que se li va donar una pensió i se li va permetre residir a Samarcanda on va restar 11 anys fins que Shir Ali fou derrotat pels britànics a la Segona guerra angloafganesa (1878-1880).
Shir Ali va fugir i va morir i el seu successor, el seu fill Muhammad Yakub Khan, no va aconseguir mantenir el control de les tribus; el resident britànic Cavagnari fou assassinat i Yakub fou exiliat a l'Índia Britànica quedant el tron vacant. Davant l'expansió russa els britànics volien establir un Afganistan fort i amic que fes de tampó entre els dominis russos al Turquestan i els britànics a l'Índia. El tron fou ofert a Abd al-Rahman (juliol de 1880) en determinades condicions que deixaven notable influència als britànics, condicions acceptades per Abd al-Rahman a la conferència de Zimma el 31 de juliol i 1 d'agost de 1880. El 1883 el marques de Ripon va renovar les garanties britàniques i va concedir un subsidi anual a l'emir per pagar a les seves tropes i per les despeses de protecció de la frontera del nord-oest (de l'Índia Britànica).
El 1886 va aplanar la revolta de les tribus ghilzay; el 1888 fou sufocada la rebel·lió d'Ishak Khan, fill d'Azam Khan. El 1891 va enviar les seves tropes a Hazarajat, un país independent enclavat a l'Afganistan, que pagava tribut a l'emir a canvi del lliure comerç, i que fou ocupat totalment el 1893. El Kafiristan, a l'oest de Chitral, poblat per tribus kafir que no eren musulmanes, fou annexionat el 1896, i els kafirs esdevingueren musulmans.
La delimitació de fronteres fou un dels aspectes principals del seu regne. El 1887 es va produir l'incident de Pandjih que va estar a punt de provocar la guerra entre Rússia i Gran Bretanya, però el 1888 una comissió anglorussa va estudiar les fronteres del nord del país; el darrer conflicte amb els russos va quedar arranjat el 1895 per l'acord del Pamir que fixava el límit del territori de l'Afganistan en aquesta regió.
L'emir volia incloure en Afganistan els territoris habitats pels paixtus, cosa a la qual s'oposava Gran Bretanya, però finalment es va arribar a l'acord Duran del 1893 que establia una marca fronterera en la qual ni l'emir ni el govern britànic podrien intervenir de cap manera.
Va morir el 1901 i el va succeir el seu fill Habib Allah Khan.